# Ambròs de Milà
Ambròs de Milà (llatí: Ambrosius Mediolanensis)  (Augusta dels Trèvers, c. 339 - Mediolànum, 4 d'abril de 397), nascut Aureli Ambrosi, venerat com sant Ambròs , va ser bisbe de Milà, teòleg i una de les figures eclesiàstiques més influents del segle iv.
Ambròs exercia de governador romà d'Aemilia-Ligúria a Milà quan el 374 va ser nomenat inesperadament bisbe de Milà per aclamació popular. Com a bisbe, va adoptar una posició ferma contra l'arrianisme i va intentar fer de mitjancer al conflicte entre l'emperador Teodosi I i l'usurpador Magnus Maximus. La tradició reconeix a Ambròs la promoció del «cant antifonal», un estil de cant en què un costat del cor respon alternativament a l'altre, així com amb la composició del Veni redemptor gentium, un himne de l'advent. També va tenir una influència notable sobre Agustí d'Hipona (354-430).
El cristianisme occidental va identificar Ambròs com un dels seus quatre doctors tradicionals de l'Església. És considerat un sant per l'església catòlica, l'església ortodoxa oriental, la comunió anglicana i diverses confessions luteranes, i venerat com el patró de Milà.

## Vida

### Primera vida
Ambròs va néixer en una família cristiana romana cap al 339 i va ser criat a la província romana de Gàl·lia belga, la capital de la qual era Augusta Treverorum. El seu pare de vegades s'identifica amb Aurelius Ambrosius, un prefecte pretori de la Gàl·lia; però alguns erudits identifiquen el seu pare com un funcionari anomenat Uranius que va rebre una constitució imperial datada el 3 de febrer de 339 (dirigida en un breu extracte d'un dels tres emperadors que governaven el 339, Constantí II, Constanci II o Constanç, al Codi Teodosià, llibre XI.5). La seva família tenia una màrtir (la verge Soteris). Marcel·lina va fer professió de virginitat a inicis de la dècada del 350, i el papa Liberi li conferí personalment el vel.:6
La seva mare era una dona d'intel·lecte i pietat i membre de la família romana Aurelii Symmachi, i, per tant, Ambròs era cosí de l'orador Quint Aureli Símmac. Era el més petit de tres fills, entre els quals hi havia Marcel·lina i Sàtir (que és objecte de De excessu fratris Satyri d'Ambròs), també venerat com a sants. Hi ha una llegenda que de petit, un eixam d'abelles es posaven a la cara mentre es trobava al bressol, deixant enrere una gota de mel. El seu pare ho considerava un signe de la seva eloqüència futura i de la seva llaminera llengua. Per aquest motiu, les abelles i els ruscs sovint apareixen en la simbologia del sant.
Cap a l'any 354 va morir Ambrosius, el pare, i la família es va traslladar a Roma. Allà va estudiar literatura, dret i retòrica. Després va seguir els passos del seu pare i va entrar al servei públic. El prefecte pretori Sext Claudi Petroni Probe primer li va donar un lloc al consell i després el 372 el va convertir en governador de Ligúria i Emília, amb seu a Milà. El 286 Dioclecià havia traslladat la capital de l'Imperi Romà d'Occident de Roma a Mediolanum (Milà).
Ambròs va ser el governador d'Aemília-Ligúria al nord d'Itàlia fins al 374, quan va esdevenir bisbe de Milà. Ambrós va ser una figura política molt popular, i ja que ell havia estat el governador de la capital efectiva en l'Occident romà, era una figura reconeixible en la cort de Valentinià I.

### Bisbe de Milà
A finals del segle iv hi va haver un profund conflicte a la diòcesi de Milà entre l'església nicena i els arrians. El 374 va morir el bisbe de Milà, Auxenci, arrià, i els arrians van desafiar la successió. Ambròs va anar a l'església on havien de tenir lloc les eleccions, per evitar un aldarull, que era probable en aquesta crisi. El seu discurs es va interrompre amb una crit, "Ambròs, bisbe!", Que va ser presa per tota l'assemblea.
Se sabia que Ambròs era creient nicè cristià, però també acceptable per als arrians a causa de la caritat mostrada en matèria teològica al respecte. Al principi, va rebutjar enèrgicament el càrrec, per al qual no estava preparat de cap manera: Ambròs no havia estat batejat ni s'havia format formalment en teologia. Ambròs va fugir a casa d'un col·lega buscant amagar-se. En rebre una carta de l'emperador Gracià elogiant la conveniència de Roma de nomenar persones evidentment dignes de càrrecs sagrats, l'amfitrió d'Ambròs el va abandonar. En una setmana, va ser batejat, ordenat i degudament consagrat bisbe de Milà. Aquesta era la primera vegada a Occident que un membre de la classe alta dels alts funcionaris acceptava el càrrec de bisbe.:57 
Com a bisbe, va adoptar immediatament un estil de vida ascètic, va repartir els seus diners als pobres, donant tota la seva terra, i només va proporcionar provisió a la seva germana Marcel·lina (que s'havia fet monja). Això va augmentar encara més la seva popularitat, cosa que li va donar un fort impuls polític. Després del nomenament inesperat d'Ambròs a l'episcopat, el seu germà Sàtir va renunciar a la prefectura per traslladar-se a Milà, on va assumir la direcció dels assumptes temporals de la diòcesi.
El 383 Gracià va ser assassinat a Lió, i Paulí de Nola, que havia exercit de governador de Campània, va anar a Milà per assistir a l'escola d'Ambròs.

### Arrianisme

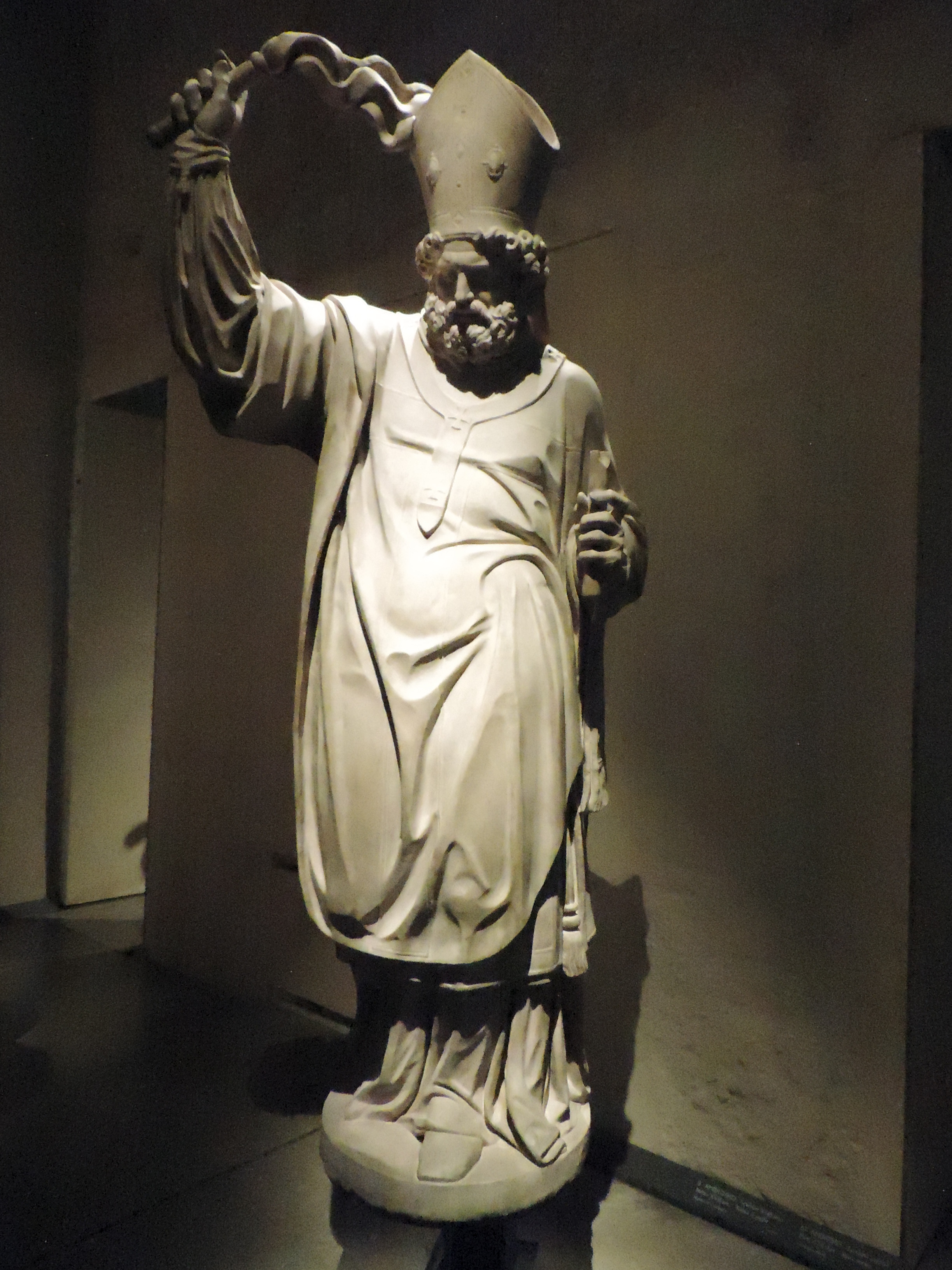
Estàtua de sant Ambròs amb una plaga al Museu del Duomo, Milà. Autor llombard desconegut, principis del

Ambròs va estudiar teologia amb Simplici, prevere de Roma. Aprofitant el seu excel·lent coneixement del grec, que aleshores era rar a Occident, va estudiar l'Antic Testament i autors grecs com Filó, Orígenes, Atanasi i Basili de Cesarea, amb qui també intercanviava cartes. Va aplicar aquest coneixement com a predicador, concentrant-se especialment en l'exegesi de l'Antic Testament, i les seves habilitats retòriques van impressionar Agustí d'Hipona, que fins ara havia pensat malament dels predicadors cristians.
En l'enfrontament amb els arrians, Ambròs va intentar refutar teològicament les seves proposicions, que eren contràries al credo de Nicea i, per tant, a l'ortodòxia oficialment definida. Els arrians van fer una crida a molts líders i clergues d'alt nivell tant a l'imperi occidental com a l'est. Tot i que l'emperador occidental Gracià va donar suport a l'ortodòxia, el jove Valentinià II, que es va convertir en el seu col·lega a l'Imperi, va adherir-se al credo arrià. Ambròs no va influir en la posició del jove príncep. A Orient, l'emperador Teodosi I professava també el credo nicè; però hi havia molts seguidors de l'arrianisme a tots els seus dominis, especialment entre l'alt clergat. És probable que ja fos al febrer del 380 quan Teodosi va proclamar per primera vegada el cristianisme nicè per a tots els seus súbdits (Cod. Theod. 16, 1, 2), declarant oficialment que totes les altres formes de creences cristianes eren heretges castigades tant per l'Estat com per el sobrenatural:37 D'aquesta manera, "totes les fórmules arrianes i semi-arrianes, juntament amb l'apol·linarisme, van ser repudiades".:38
En aquest estat de ferment religiós, dos líders dels arrians, els bisbes Pal·ladi de Ratiaria i Secundià de Singidunum, confiats en els números, van imposar-se a Gracià per convocar un consell general de totes les parts de l'imperi. Aquesta sol·licitud semblava tan equitativa que va complir sense dubtar-ho. No obstant això, Ambròs temia les conseqüències i va prevaler sobre l'emperador perquè la qüestió fos determinada per un consell dels bisbes occidentals. En conseqüència, un sínode compost per trenta-dos bisbes es va celebrar a Aquileia l'any 381. Ambròs va ser elegit president i Pal·ladi, en ser cridat a defensar les seves opinions, va declinar. Aleshores es va votar i Pal·ladi i el seu associat Secundiàvan ser destituïts dels seus oficis episcopals.
No obstant això, superar la força dels arrians va resultar una tasca formidable per a Ambròs. El 385 o 386 l'emperador i la seva mare Justina, juntament amb un nombre considerable de clergues i laics, especialment militars, professaven l'arrianisme. Van exigir que Valentinià assignés als arrians dues esglésies a Milà: una a la ciutat (la Basílica dels Apòstols) i l'altra als suburbis (Sant Víctor). Ambròs es va negar a lliurar les esglésies, responent: "El que pertany a Déu, està fora del poder de l'emperador". Amb això, Ambròs va fer servir un antic principi romà: un temple destinat a un déu passava a ser propietat d'aquest déu. Si aquell déu no va poder protegir el seu temple i va permetre que un enemic el capturés, perdria la seva santedat que només es podia recuperar quan marxés el conqueridor. En cas contrari, cap home no en podria ser propietari, només el déu pertinent. Ambròs va aplicar ara aquest antic principi legal a les esglésies cristianes: una vegada consagrada, ni tan sols l'emperador tenia el poder de redissenyar-ho, i el bisbe, com a representant, era el guardià de la propietat del seu déu.:79-80
L'endemà, mentre Ambròs realitzava el servei diví a la basílica, el prefecte de la ciutat el va convèncer perquè renunciés a la basílica Portia als afores. Ambròs s'hi va negar de nou i alguns degans (oficials de la cort) van ser enviats a prendre possessió de la basílica de Portia, penjant-hi escuts imperials. Els soldats imperials van dubtar d'atacar la basílica. La troballa de les relíquies d'uns sants i màrtirs desconeguts, Gervasi i Protasi, va aixecar l'esperit del poble, que era ridiculitzat pels arrians i per la cort. Mentre Ambròs predicava, els soldats de les files que l'emperador havia posat al voltant de la basílica van començar a assegurar a Ambròs la seva fidelitat. Es van retirar els escuts situats fora de l'església i els nens els van esquinçar.:79-80
Ambròs va continuar negant-se a lliurar la basílica i va respondre amb claredat: "Si demaneu la meva persona, estic disposat a presentar-me: porteu-me a la presó o a la mort, no resistiré; però mai no trairé l'església de Crist". No convocaré la gent perquè em socorri; moriré als peus de l'altar en lloc de deixar-lo abandonat. No animaré el tumult de la gent, però només Déu pot apaivagar-lo." Per dijous, l'emperador va cedir, responent amargament: "Aviat, si Ambròs dona les ordres, m'enviaràs a ell encadenat.":80
El 386 Justina i Valentinià van rebre el bisbe arrià Auxenti el jove, i Ambròs va rebre novament l'ordre de lliurar una església a Milà per a ús arrià. Ambròs i la seva congregació es van barricar dins de l'església i es va rescindir l'ordre imperial.

### Relacions imperials

#### Gracià i Valentinià II
Durant molt de temps va ser habitual veure Flavi Gracià i Ambròs com una relació personal, amb Ambròs en el paper dominant de guia, filòsof i amic. Sozomen és l'única font antiga que mostra a Ambròs i Gracià junts en qualsevol interacció personal. Sozomen relata que, en l'últim any del regnat de Gracià, Ambròs va estavellar el grup privat de caça de Gracià per apel·lar en nom d'un senador pagà condemnat a mort. Després d'anys de coneixement, això indica que Ambròs no podia donar per descomptat que Gracià el veuria, de manera que Ambròs va haver de recórrer a aquestes maniobres per fer la seva crida. Una erudició moderna indica que les polítiques religioses de Gracià no evidencien la capitulació davant Ambròs més que no pas les de les pròpies opinions de Gracià. La major influència en la política va ser la profunda transformació de les circumstàncies polítiques produïdes per la batalla d'Adrianòpolis el 378.
Gracià s'havia involucrat en la lluita contra els gots l'any anterior i havia estat de camí als Balcans quan el seu oncle i la "crema de l'exèrcit oriental" van ser destruïts a Adrianòpolis. Gracià es va retirar a Sirmium. Va ser allà on Gracià va trobar-se per primera vegada amb Ambròs. Diversos grups cristians rivals, inclosos els arrians, van intentar obtenir beneficis del govern de Sirmium. En un intent arrià de minar Ambròs, Gracià va ser advertit que la fe d'Ambròs era sospitosa. Gracià va prendre mesures per investigar escrivint a Ambròs i demanant-li que expliqués la seva fe.
Ambròs i Gracià es van conèixer per primera vegada, després d'això, el 379 a Milà. El bisbe va causar una bona impressió a Gracià i la seva cort, que era generalment cristiana i aristocràtica, com el mateix Ambròs. D'aquesta època es van registrar dues lleis. Un d'aquests va cancel·lar la "llei de tolerància" que Gracià havia publicat prèviament a Sirmium. Aquesta tolerància va permetre la llibertat de culte a tots, a excepció dels heretges maniqueus, fotinians i eunomians. La llei que la cancel·lava s'ha presentat anteriorment com a prova de la influència d'Ambròs sobre Gracià, però l'objectiu de la llei era el donatisme que no havia estat inclòs en les excepcions de la llei anterior. No hi ha proves que recolzin Ambròs com a haver tingut res a veure amb aquesta reformulació de les sancions que existia des de Constantí.
Quan l'emperador va tornar a Milà el 380, Ambròs havia complert la seva sol·licitud de declaració de fe en dos volums coneguts com De Fide, una declaració d'ortodòxia, la teologia política d'Ambròs i una polèmica contra l'heretgia arriana destinada a discussió pública. L'emperador no havia demanat que Ambròs l'hagués instruït i, a De Fide, Ambròs afirma clarament que no se li va demanar que instruís l'emperador. Tampoc no se li va demanar que refutés els arrians. Se li va demanar que justifiqués la seva pròpia posició, però al final va fer les tres, tot i que no hi ha proves que Gracià les arribés a llegir mai.

Gracià, que no tenia fills, havia tractat el seu germà petit Valentinià II com un fill. Ambròs, per la seva banda, havia incorregut a la duradora enemistat de la mare de Valentinià II, l'emperadriu Justina, a l'hivern del 379 ajudant a nomenar un bisbe nicè a Sirmium. Poc després, Valentinià II, la seva mare i la cort van abandonar Sirmium.:129 Justina i el seu fill eren fortament arrians, i Sirmium havia estat sota el control de Teodosi, de manera que van anar a Milà, governada per Gracià. Quan Gracià va ser assassinat per Magne Màxim, el 383, Valentinià tenia dotze anys i va deixar la seva mare, Justina, en una posició semblant a un regent.:129-130 Va seguir el conflicte entre Ambròs i Justina, amb la qual se li va ordenar a Ambròs que lliurés la seva basílica i es negés, un intent de segrest i un altre intent d'arrestar-lo i obligar-lo a deixar la ciutat.:130 Es van presentar diverses acusacions, però a diferència de Joan Crisòstom, no es van presentar càrrecs formals, probablement a causa de la popularitat d'Ambròs amb la gent.:131 Quan Magne Màxim va usurpar el poder a la Gàl·lia i estava considerant descendir sobre Itàlia, Valentinià va enviar Ambròs per dissuadir-lo, i l'ambaixada va tenir èxit. Una segona ambaixada posterior va fracassar. L'enemic va entrar a Itàlia i Milà va ser presa. Justina i el seu fill van fugir, però Ambròs es va quedar i va fer fondre la plata de l'església per alleujar els pobres.
 Després de vèncer a l'usurpador Màxim a Aquileia el 388, Teodosi va retornar el regne occidental al jove Valentinià II, el fill de disset anys del contundent i resistent general panonià Valentinià I i la seva dona, l'arriana Justina. A més, l'emperador oriental va romandre a Itàlia durant un període considerable per supervisar els assumptes, tornant a Constantinoble el 391 i deixant enrere el general franc Arbogast per vigilar el jove emperador. Al maig de l'any següent, Arbogast estava mort entre rumors de traïció i suïcidi ...

#### Teodosi

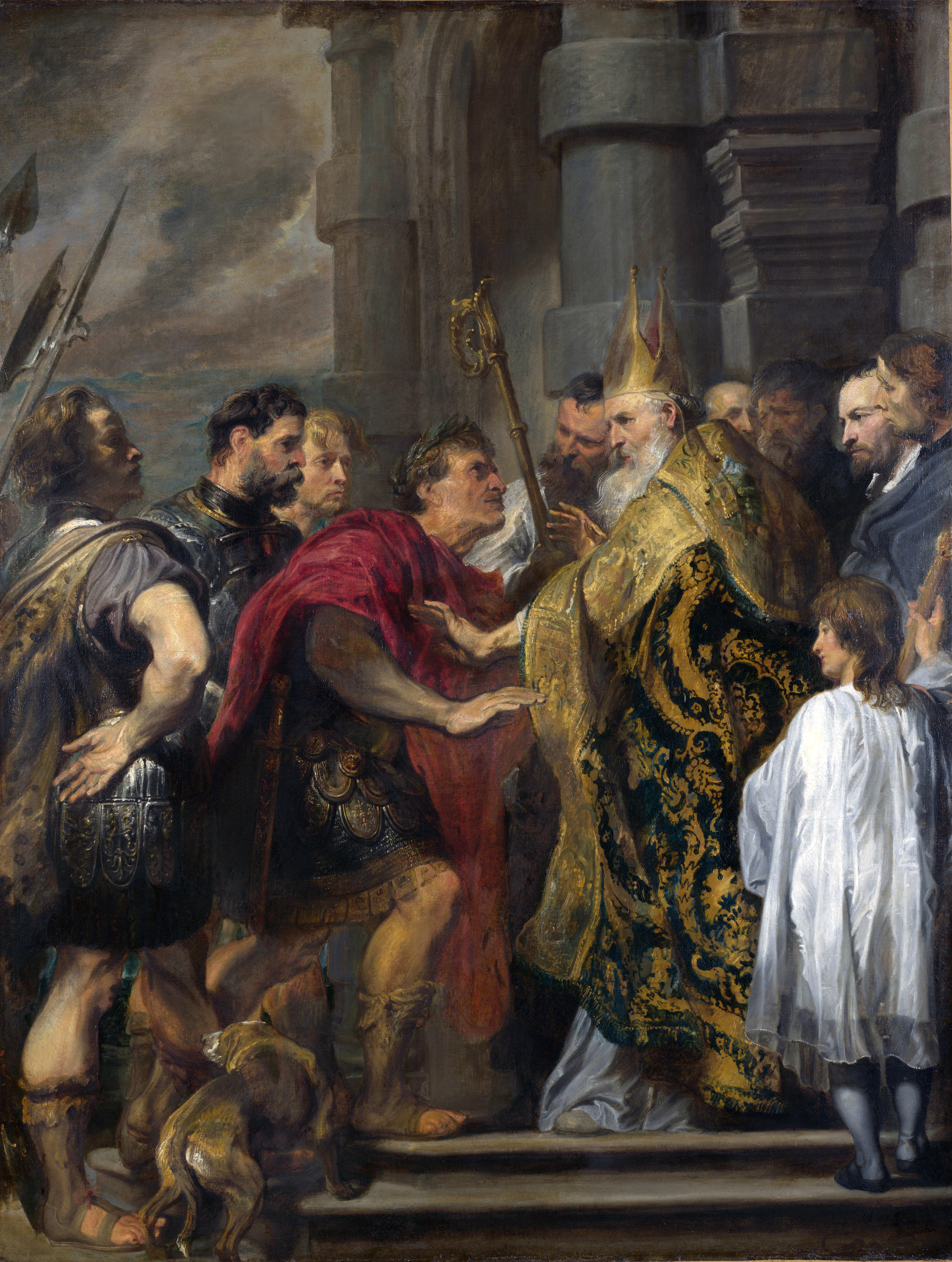
Sant Ambròs prohibint a Teodosi a la catedral de Milà una «ficció piadosa» pintada el 1619 per Anthony van Dyck. National Gallery, Londres.

Mentre Ambròs escrivia De Fide, Teodosi va publicar la seva pròpia declaració de fe el 381 en un edicte que establia el cristianisme catòlic com a única fe legítima. Hi ha unanimitat entre els estudiosos que això representa les pròpies creences de l'emperador. Les conseqüències de la mort de Valen havien deixat moltes qüestions per a l'església sense resoldre, i aquest edicte es pot veure com un esforç per començar a abordar aquestes qüestions. La generositat natural de Teodosi es va veure atenuada per la seva necessitat urgent d'establir-se i afirmar públicament la seva pietat personal.
Liebeschuetz i Hill indiquen que no va ser fins després del 388 durant l'estada de Teodosi a Milà després de la derrota de Màxim que Teodosi i Ambròs es van trobar per primera vegada.:17 Les accions de Teodosi en 390-391 després de la massacre de Tessalònica de vegades s'han explicat en termes que Teodosi caigués sota la influència dominant del bisbe Ambròs.:60,63,131:3 Els estudis moderns indiquen que els esdeveniments posteriors a la massacre de Tessalònia i la seva famosa trobada a la porta de l'església no constitueixen evidències del domini d'Ambròs sobre Teodosi perquè no hi va haver cap trobada dramàtica. a la porta de l'església.:111:13 És «una ficció piadosa». La imatge del prelat mitrat recolzat a la porta de la catedral de Milà bloquejant l'entrada de Teodosi és producte de la imaginació de Teodoret, un historiador del segle v que va escriure sobre els esdeveniments del 390 «ideologia pròpia per omplir els buits del registre històric».:215
La visió d'un piadós Teodosi sotmetent-se mansament a l'autoritat de l'església, representada per Ambròs, forma part del mite que va evolucionar en una generació després de les seves morts. Durant segles després de la seva mort, Teodosi va ser considerat un defensor de l'ortodòxia cristiana que va eliminar definitivament el paganisme. Aquesta visió, que R. Malcolm Errington diu que «ha dominat la tradició històrica europea gairebé fins als nostres dies», va ser registrada per Theodoret, reconegut com un historiador poc fiable. Els antecessors de Teodosi Constantí, Constanci II i Valent havien estat tots semi-arris. Per tant, va correspondre a l'ortodox Teodosi rebre de la tradició literària cristiana la major part del mèrit pel triomf final del cristianisme. Els estudiosos moderns veuen això com una interpretació de la història per part dels escriptors cristians més que com una representació de la història real.

### Actitud envers els jueus
En el seu tractat sobre Abraham, Ambròs adverteix contra el matrimoni amb pagans, jueus o heretges. El 388, es va informar a l'emperador Teodosi el Gran que una multitud de cristians, dirigits pel seu bisbe, havien destruït la sinagoga de Cal·linícon, a l'Eufrates. Va ordenar reconstruir la sinagoga a costa del bisbe, però Ambròs va convèncer Teodosi de retirar-se d'aquesta posició. Va escriure a l'emperador, assenyalant que «exposava el bisbe al perill d'actuar contra la veritat o de mort»; a la carta «es compleixen els motius exposats al rescrit imperial, especialment per la petició que els jueus havien cremat moltes esglésies». Ambròs, referint-se a un incident previ en què Magne Màxim va emetre un edicte que censurava els cristians de Roma per haver cremat una sinagoga jueva, va advertir a Teodosi que al seu torn la gent exclamava «que l'emperador s'ha convertit en jueu», la qual cosa implica que si Teodosi intentava aplicar la llei per protegir els seus súbdits jueus, seria vist de la mateixa manera. En el transcurs de la carta, Ambròs parla de la clemència que l'emperador havia mostrat respecte a les nombroses cases de persones riques i esglésies que havien estat destruïdes per multituds indisciplinades, amb moltes que encara no eren restaurades i afegeix:, no hi ha cap causa adequada per tal commoció, que la gent hagi de ser tan severament castigada per la crema d'un edifici, i molt menys, ja que és la crema d'una sinagoga, una casa d'incredulitat, una casa d'impietat, un receptacle de la bogeria, que Déu mateix ha condemnat. Perquè llegim així, on el Senyor, el nostre Déu, parla per boca del profeta Jeremies: «I faré a aquesta casa, que es diu amb el meu nom, en la qual confieu, i al lloc que us vaig donar a vosaltres i als vostres pares, com he fet a Xilo, i us expulsaré de la meva veure, mentre llanço els teus germans, tota la llavor d'Efraïm. I no pregueu per aquest poble, no demaneu pietat per ells, i no us acosteu a mi en nom seu, perquè no us escoltaré. O no veus què fan a les ciutats de Judà? Déu prohibeix la intercessió per a aquells»
En la seva exposició del salm 1, Ambròs diu: «Les virtuts sense fe són fulles, floreixen en aparença, però són improductives. Quants pagans tenen misericòrdia i sobrietat, però no tenen fruits, perquè no assoleixen el seu propòsit! Les fulles cauen ràpidament al vent Alguns jueus presenten puresa de vida i molta diligència i amor per l'estudi, però no donen fruits i viuen com les fulles».

### Actitud envers els pagans
Ambròs va tenir diversos nivells d'influència amb els emperadors romans Gracià, Valentinià II i Teodosi I, però exactament quant i de quines maneres s'han debatut a finals del segle xx i principis del XXI.:xv:2 Els estudis moderns indiquen que el paganisme era una preocupació menor que l'heretgia per als cristians dels segles IV i v, com era el cas d'Ambròs.:375 Els  escrits d'aquest període eren comunament hostils i sovint menyspreables envers un paganisme que el cristianisme considerava ja vençut al cel, tal com reflecteix l'obra d'Ambròs. Els grans escriptors cristians dels segles III a V van considerar que el seu "objectiu era desacreditar les pràctiques religioses tradicionals com una via cap a la propagació de la seva nova fe i la destrucció de qualsevol lleialtat als vells déus i deesses que encara van sobreviure a l'Occident romà. Per fer això més efectivament, van saquejar els escrits llatins pagans, particularment els de Varro, per tot allò que els estàndards cristians podien considerar repulsius i irreligiosos". Aquestes fonts cristianes han tingut una gran influència en les percepcions d'aquest període creant una impressió de conflicte obert i continu que s'ha assumit a escala de tot l'imperi. Les evidències arqueològiques indiquen que, fora de la retòrica violenta, el declivi del paganisme allunyat de la cort imperial va ser relativament poc enfrontat.:7
Ambròs va estar, al llarg del seu episcopat, actiu en la seva oposició al patrocini estatal de cultes pagans. El 382, Gracià va ser el primer a desviar subvencions financeres públiques que anteriorment havien donat suport als cultes de Roma. Abans d'aquest any, les contribucions a favor dels antics costums havien continuat sense cap contestació per part de l'Estat.:68 Gracià també va ordenar la retirada de l'Altar de la Victòria. Això va despertar l'aristocràcia de Roma per enviar una delegació a Gracià per apel·lar la decisió, però el papa Damas I va aconseguir que els senadors cristians presentessin una petició contra ella, i Ambròs va bloquejar als delegats per aconseguir audiència amb l'emperador.:69  
"Cap règim de l'imperi cristià era menys sacerdotal que el del [pare de Gracià] Valentinià I", mentre que Gracià era personalment devot i mai no prenia cap decisió ni deixava passar un dia sense buscar Déu. La devoció personal de Gracià va portar Ambròs a escriure un gran nombre de llibres i cartes de teologia i comentaris espirituals a l'emperador. El gran volum d'aquests escrits i l'efusiva lloança que contenen ha portat molts historiadors a concloure que Gracià estava dominat per Ambròs, i va ser aquest domini el que va produir les accions antipaganes de Gracià. McLynn afirma que els elogis efusius eren habituals en la correspondència de tothom amb la corona i que "les accions del govern de [Gracià] estaven determinades tant per les restriccions que van operar el procés de presa de decisions com per les seves pròpies iniciatives o la influència d'Ambròs".
Sota Valentinià II, es va fer un esforç per restaurar l'Altar de la Victòria a la seva antiga situació al vestíbul del Senat romà i per donar de nou suport a les set verges vestals. El partit pagà va ser dirigit pel refinat senador Quint Aureli Símmac, que va utilitzar tota la seva prodigiosa habilitat i art per crear un document meravellós ple de les maiestas populi Romani.:76 Hans Lietzmann escriu que "tant els pagans com els cristians estaven commocionats per la solemne serietat d'una amonestació que cridava tots els homes de bona voluntat a l'ajut d'una història gloriosa, per prestar tot l'honor digne a un món que s'esvaïa".:76,77 Llavors Ambròs va escriure a Valentinià II una carta afirmant que l'emperador era un soldat de Déu, no només un creient personal, sinó obligat per la seva posició de servir la fe; en cap cas, no va poder estar d'acord amb alguna cosa que afavorís l'adoració dels ídols. (Els romans van afirmar ser els més religiosos dels pobles. El seu èxit únic en la guerra, la conquesta i la formació d'un imperi es va atribuir a que l'imperi mantingués bones relacions amb els déus mitjançant una reverència i pràctiques de culte adequades. Això no va canviar una vegada que la religió oficial de l'imperi es va convertir en el cristianisme).:77  La intervenció del bisbe va provocar el fracàs de l'apel·lació de Símac.:77-78
En 389, Ambròs va intervenir contra una delegació senatorial pagana que desitjava veure a l'emperador Teodosi I. Tot i que Teodosi va rebutjar les seves peticions, va estar irritat per la presumpció del bisbe i es va negar a veure'l durant diversos dies. Més tard, Ambròs va escriure una carta a l'emperador Eugeni queixant-se que alguns regals que aquest darrer havia concedit als senadors pagans es poguessin utilitzar per finançar cultes pagans.
Alguns erudits anteriors han acreditat a Ambròs la influència de l'emperador Teodosi I en la legislació antipagana més important a partir del febrer del 391. Teodosi acabava de fer penitència davant d'Ambròs per la massacre de Tessalònica, i això podria haver provocat l'emperador a demostracions de fe més dràstiques a la ordre del bisbe. Aquesta interpretació ha estat molt discutida des de finals del segle xx. McLynn diu que Ambròs "no era una potència darrere del tron". Els dos homes no es van trobar amb freqüència, i els documents que revelen la relació entre els dos formidables líders són menys d'amistat personal i més semblants a negociacions entre les institucions que representen: l'Estat romà i l'Església italiana. Cameron diu que no hi ha proves que Ambròs hagi tingut una influència significativa sobre l'emperador. McLynn també argumenta que la legislació antipagana de Teodosi tenia un abast massa limitat perquè fos d'interès per al bisbe.

### Darrers anys i mort

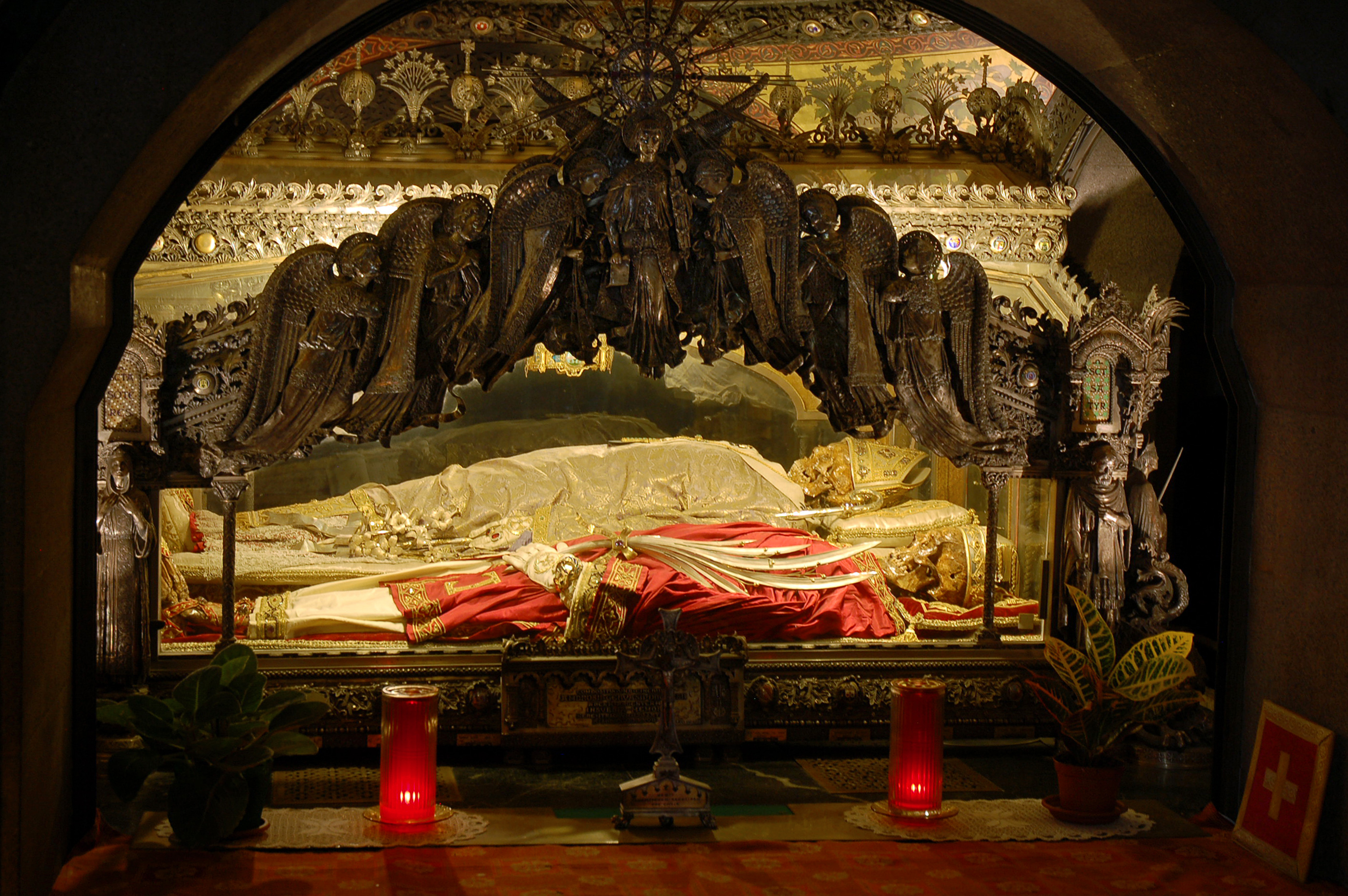
Urna de plata en relleu amb el cos d'Ambròs (amb vestits blancs) a la cripta de Sant'Ambròs, amb els esquelets de Gervasi i Protasi

L'abril de 393 Arbogast, magister militum d'Occident i el seu emperador titella Eugeni, marxaren a Itàlia per consolidar la seva posició respecte a Teodosi I i al seu fill, Honori, a qui Teodosi havia designat August per governar la part occidental de l'imperi. Arbogast i Eugeni van cortejar el suport d'Ambròs mitjançant cartes molt complaents; però abans que arribessin a Milà, s'havia retirat a Bolonya, on va contribuir al trasllat de les relíquies dels sants Vitali i Agricola. D'allà va anar a Florència, on va romandre fins que Eugeni es va retirar de Milà per trobar-se amb Teodosi a la batalla del Frígid a principis de setembre del 394.
Poc després d'adquirir la indiscutible possessió de l'Imperi Romà, Teodosi va morir a Milà el 395 i dos anys després (4 d'abril del 397) també va morir Ambròs. Simplici el va succeir com a bisbe de Milà. El cos d'Ambròs encara es pot veure a l'església de Sant Ambròs a Milà, on ha estat venerat contínuament, juntament amb els cossos identificats en el seu temps com els dels sants Gervasi i Protasi.
Ambròs és recordat a l'Església d'Anglaterra amb una festa menor el 7 de desembre.

### Caràcter

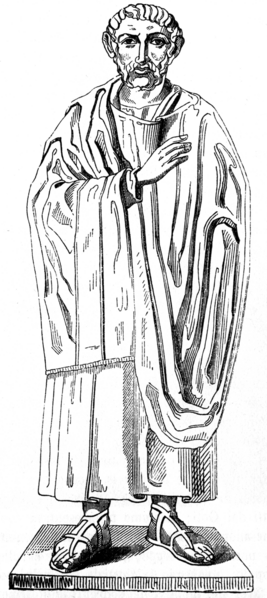
Dibuix basat en una estàtua de sant Ambròs

El 1960, Neil B. McLynn va escriure un complex estudi sobre Ambròs que se centrava en la seva política i pretenia "demostrar que Ambròs considerava la comunitat com un mitjà per adquirir el poder polític personal". Estudis posteriors sobre com Ambròs va gestionar les seves responsabilitats episcopals, la seva teologia nicena i les seves relacions amb els arrians en el seu episcopat, la seva cura pastoral, el compromís amb la comunitat i el seu ascetisme personal, han mitigat aquesta visió.:3-4:4-5 Tots els escrits d'Ambròs són obres de defensa de la seva religió, i fins i tot la seva política estava estretament relacionada amb la seva religió.:5  Rarament, o mai, estava preocupat per registrar simplement el que havia passat; no va escriure per revelar els seus pensaments i lluites interiors; va escriure per defensar el seu Déu.:4 Boniface Ramsey escriu que és difícil "no plantejar una profunda espiritualitat en un home" que va escriure sobre els significats místics del Càntic dels càntics i de molts himnes extraordinaris.:ix-x
Malgrat una espiritualitat permanent, Ambròs tenia una manera generalment directa i una tendència pràctica més que especulativa en el seu pensament.:1 De Officiisés una guia utilitarista per al seu clergat en el seu ministeri diari a l'església milanesa en lloc d'un "tour de force intel·lectual".:315 Ambròs no va ser advers al conflicte i es va oposar a molts amb una por que neix de la confiança en si mateixos i de la consciència tranquil·la i no per cap sentit que no acabés patint per les seves decisions.:2 La fe cristiana al segle iv va desenvolupar l'estil de vida monacal, una pràctica general de la virginitat per motius religiosos i la pobresa voluntària que van adoptar molts nous conversos, inclòs Ambròs.:9
Després d'haver començat la seva vida com a aristòcrata romà i governador, és evident que Ambròs va conservar l'actitud i la pràctica del govern romà fins i tot després de ser bisbe.:6-7 Va emprendre molts treballs diferents i variats en un esforç per unir la gent i "proporcionar certa estabilitat durant un període de trasbalsos i transformacions religioses, polítiques, militars i socials".:1 La seva capacitat per mantenir bones relacions amb "elits d'educació clàssica, ordinaris socials, comerciants, les masses i altres clergues i sants" ho va fer possible.:2
Els bisbes d'aquesta època tenien fortes responsabilitats administratives, i Ambròs també de vegades estava ocupat amb assumptes imperials, però encara complia la seva principal responsabilitat de vetllar pel benestar del seu ramat. Va predicar i celebrar l'Eucaristia diverses vegades a la setmana, de vegades diàriament, tractava directament de les necessitats dels pobres, així com de les vídues i orfes, "verges" (monges) i el seu propi clergat. Va respondre personalment a les cartes, va practicar l'hospitalitat i es va posar a disposició de la gent.:5-6 Les pràctiques de l'església local variaven força d'un lloc a un altre en aquest moment i, com a bisbe, Ambròs hauria pogut exigir que tothom s'adaptés a la seva manera de fer. Era el seu lloc per mantenir les esglésies tan unides com fos possible tant en rituals com en creences.:6 En canvi, va respectar els costums locals, adaptant-se a qualsevol pràctica que prevalgués, i va recomanar el mateix a la seva mare.:6

## Teologia
Ambròs s'uneix a Agustí, Jeroni i Gregori el Gran com un dels doctors llatins de l'Església. Els teòlegs el comparen amb Hilari, que afirmen que no va assolir l'excel·lència administrativa d'Ambròs, però va demostrar una major capacitat teològica. Va tenir èxit com a teòleg malgrat la seva formació jurídica i el seu maneig relativament tardà de temes bíblics i doctrinals.
La intensa consciència episcopal d'Ambròs va afavorir la creixent doctrina de l'Església i el seu ministeri sacerdotal, mentre que l'ascetisme prevalent del dia, que va continuar la formació estoica i ciceroniana de la seva joventut, li va permetre promulgar un alt nivell d'ètica cristiana. Així tenim els De officiis ministrorum, De viduis, De virginitate and De paenitentia.
Ambròs mostrava una mena de flexibilitat litúrgica que tenia en compte que la litúrgia era una eina per servir a la gent en l'adoració de Déu i que no s'hauria de convertir en una entitat rígida que sigui invariable d'un lloc a un altre. El seu consell a Agustí d'Hipona sobre aquest punt era seguir el costum litúrgic local. "Quan estic a Roma, celebro un dissabte; quan estic a Milà, no. Segueix el costum de l'església on ets". Per tant, Ambròs es va negar a deixar-se portar per un fals conflicte sobre el qual una església local en particular tenia la forma litúrgica "correcta" on no hi havia cap problema substancial. El seu consell s'ha mantingut en llengua anglesa com la dita: "Quan estigueu a Roma, feu com fan els romans".
Una interpretació dels escrits d'Ambròs és que era un universalista cristià. S'ha assenyalat que la teologia d'Ambròs va ser significativament influenciada per la d'Origen i Dídim el Cec, altres dos primers universalistes cristians. Una cita citada a favor d'aquesta creença és:
| « | El nostre Salvador ha designat dos tipus de resurrecció a l'Apocalipsi. «Feliç el que participa en la primera resurrecció», perquè aquests arriben a la gràcia sense el judici. Quant a aquells que no arriben a la primera, però estan reservats a la segona resurrecció, aquests seran disciplinats fins als seus temps establerts, entre la primera i la segona resurrecció.. | » |

Es podria interpretar aquest passatge com un altre exemple de la creença cristiana principal en una resurrecció general (que tant els que hi ha al cel com a l'infern sofreixen una resurrecció corporal) o una al·lusió al purgatori (que alguns destinats al cel han de passar primer per una fase de purificació). Diverses altres obres d'Ambròs ensenyen clarament la visió general de la salvació. Per exemple: "Els jueus temien creure en la masculinitat presa de Déu i, per tant, han perdut la gràcia de la redempció, perquè rebutgen allò de què depèn la salvació"

### Donar als pobres
A De Officiis, la més influent de les seves obres supervivents, i un dels textos més importants de la literatura patrística, revela les seves opinions relacionant justícia i generositat afirmant que aquestes pràctiques són de benefici mutu per als participants.:313:205-210:313 Ambròs es basa fortament en Ciceró i el llibre bíblic del Gènesi per aquest concepte d'interdependència mútua en la societat. Segons el bisbe, la preocupació pels interessos dels altres és la que uneix la societat.:210-212 Ambròs afirma que l'avarícia condueix a una ruptura d'aquesta mutualitat, per tant l'avarícia condueix a una ruptura en la mateixa societat. A la fi de la dècada de 380, el bisbe va prendre la iniciativa per oposar-se a la cobdícia dels terratinents d'elit a Milà iniciant una sèrie de sermons punxeguts dirigits als seus rics constituents sobre la necessitat dels rics de tenir cura dels pobres.
Alguns erudits han suggerit que els esforços d'Ambròs per dirigir el seu poble ja que tant un romà com un cristià el van fer lluitar pel que un context modern descriuria com un tipus de comunisme o socialisme.:3-4 No només estava interessat en l'Església, sinó que també estava interessat en la condició de la societat italiana contemporània. Ambròs considerava els pobres no un grup diferent de forasters, sinó una part d'un poble unit amb el qual solidaritzar-se. Donar als pobres no s'havia de considerar un acte de generositat cap als marges de la societat, sinó una devolució dels recursos que Déu havia concedit originalment a tothom per igual i que els rics havien usurpat. Defineix la justícia com la provisió de pobres a qui qualifica de "germans" perquè "comparteixen la nostra humanitat comuna".:214,216

### Mariologia
Els tractats teològics d'Ambròs de Milà influirien en els papes Damas, Sirici i Lleó XIII. La virginitat de Maria i el seu paper de Mare de Déu són fonamentals per a Ambròs.
- El naixement virginal és digne de Déu. Quin naixement humà hauria estat més digne de Déu que aquell en què el Fill Immaculat de Déu va mantenir la puresa del seu origen immaculat mentre es feia humà?[100]
- Confessem que Crist, el Senyor, va néixer d'una verge i, per tant, rebutgem l'ordre natural de les coses. Perquè va concebre no a partir d'un home sinó de l'Esperit Sant.[101]
- Crist no està dividit, sinó que és un de sol. Si l'adorem com el Fill de Déu, no negarem el seu naixement de la verge. ... Però ningú ho farà extensiu a Maria. Maria era el temple de Déu, però no Déu al temple. Per tant, només es pot venerar aquell que estava al temple.[102]
- Sí, veritablement beneït per haver superat el sacerdot (Zacaries). Mentre el sacerdot negava, la Mare de Déu va corregir l'error. No és estrany que el Senyor, desitjant rescatar el món, comencés la seva tasca amb Maria. Així, ella, a través de la qual es preparava la salvació per a totes les persones, seria la primera a rebre el fruit de la salvació promès.[103]

Ambròs considerava el celibat superior al matrimoni i considerava Maria com el model de la virginitat.

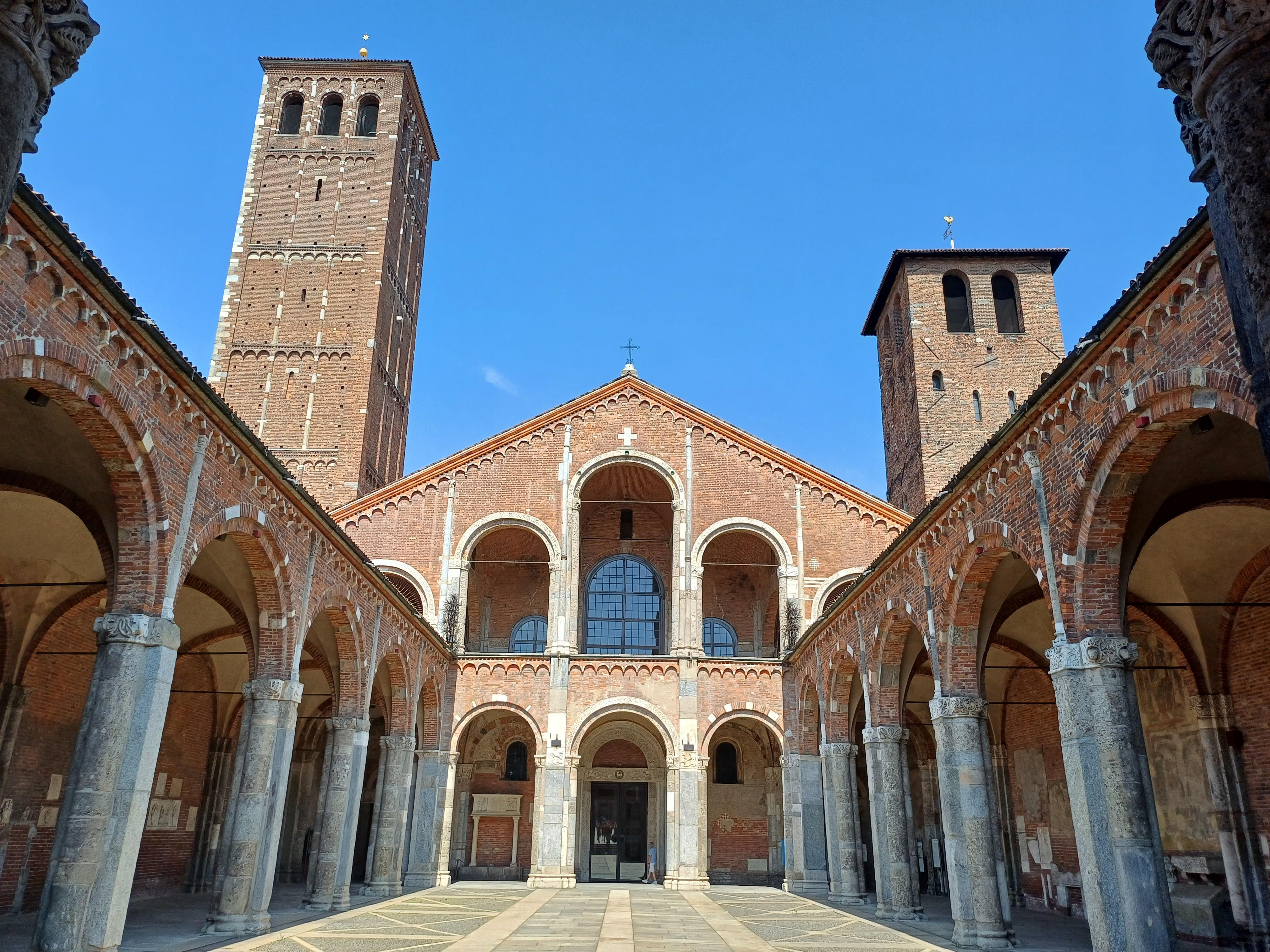
Basílica de Sant Ambròs de Milà
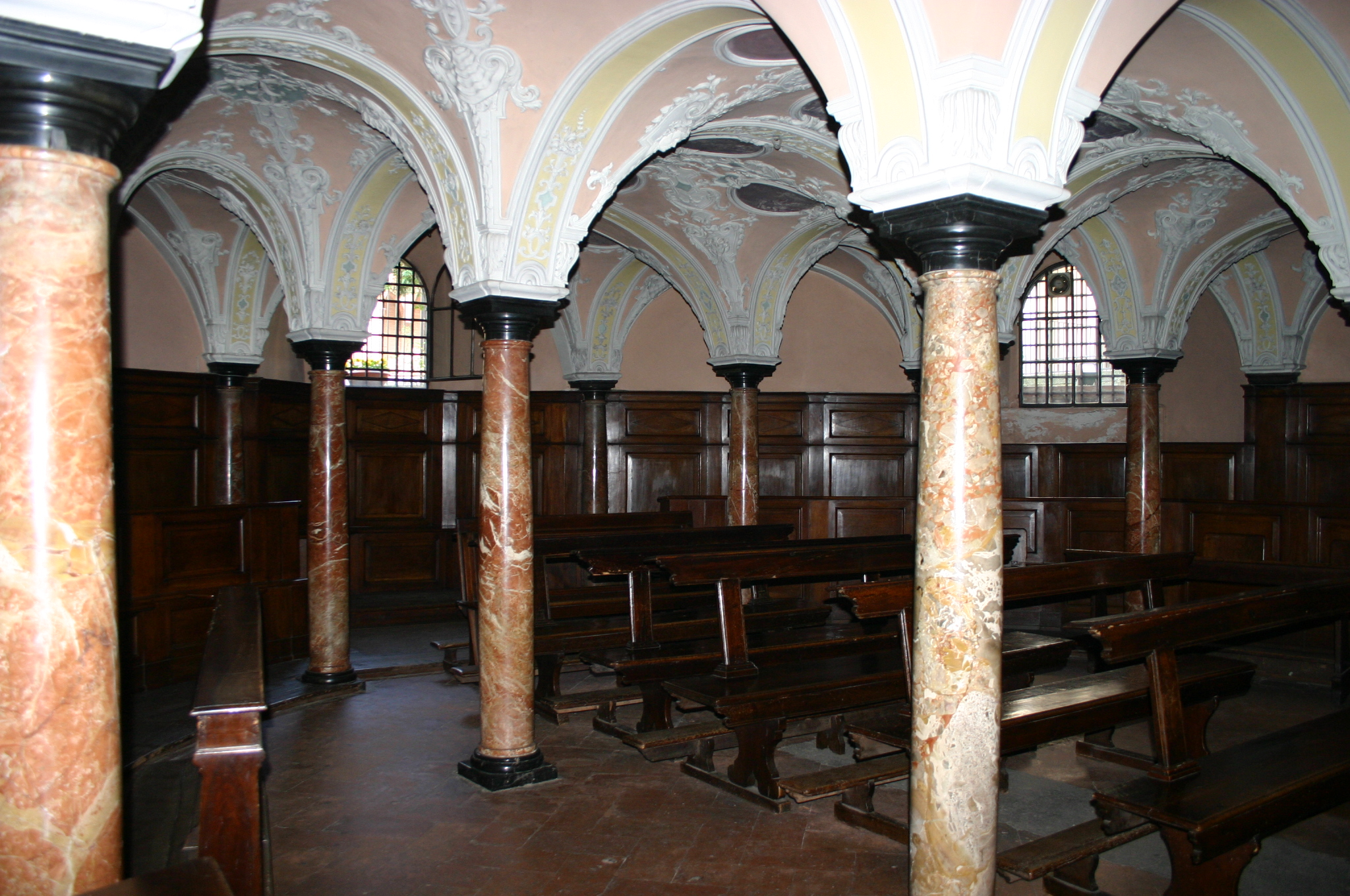
Cripta de Sant Ambròs, on hi ha el sepulcre del sant
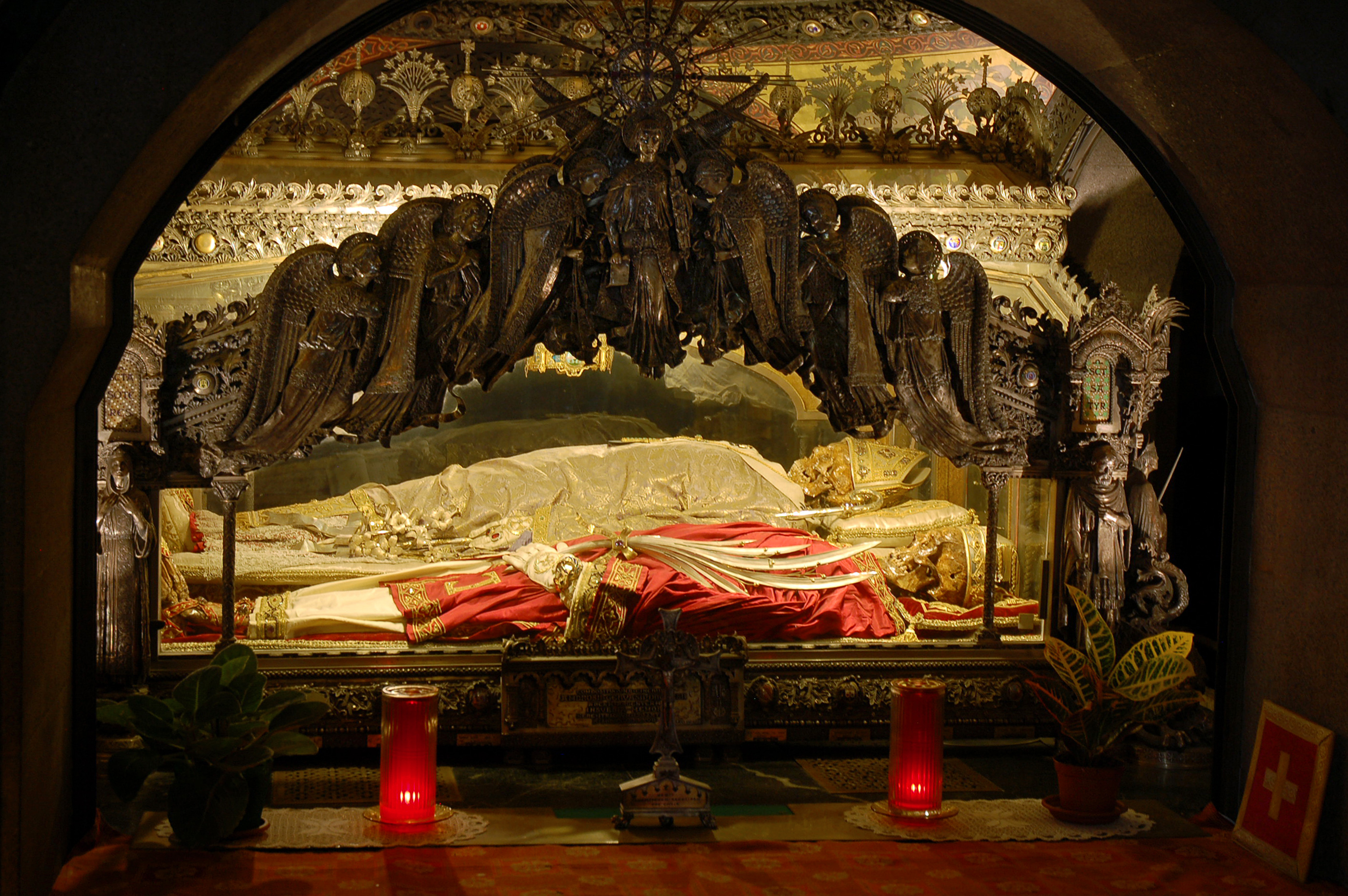
Sepulcre (també conté les restes dels sants Gervasi i Protasi)
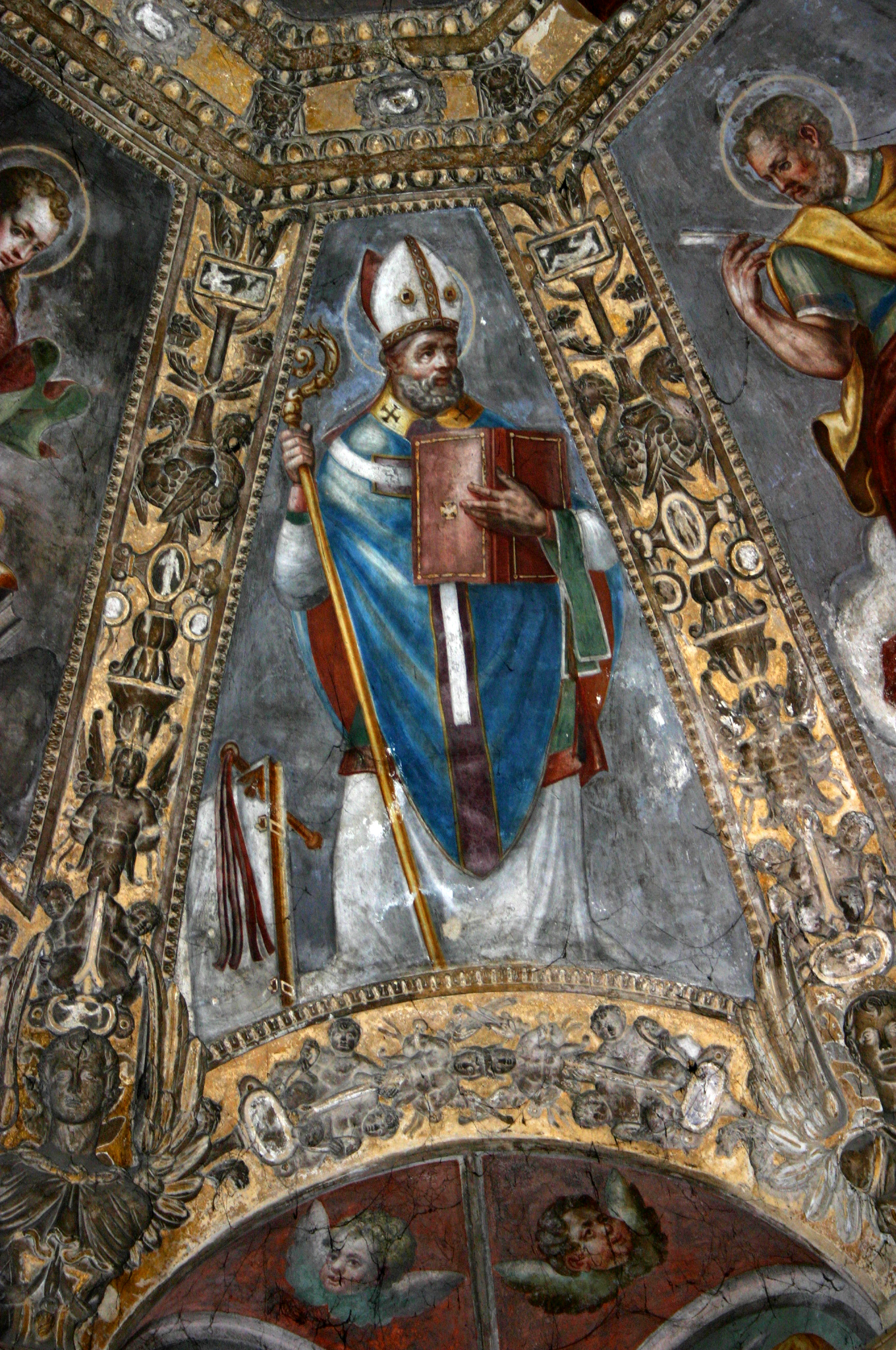
Fresc de Carlo Urbino, s. XVI (Milà, S. Lorenzo Maggiore)
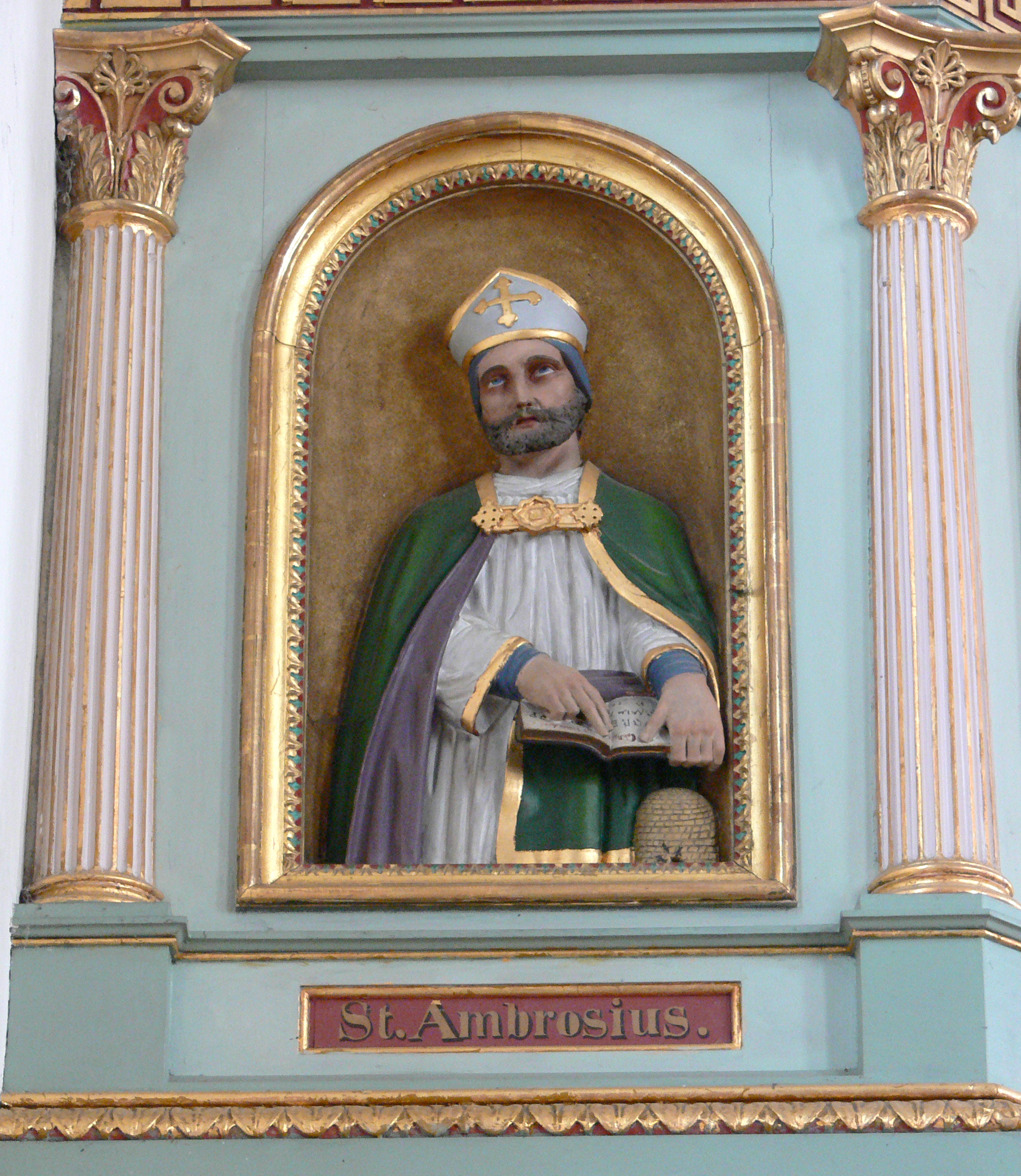
Relleu a la trona de St. Gordian (Merazhofen, Leutkirch im Allgäu), 1867, per Peter Paul Metz

## Escrits

Divi Ambrosii Episcopi Mediolanensis Omnia Opera, 1527

En qüestions d'exegesi és, com Hilari, un alexandrí. En dogma, segueix Basili de Cesarea i altres autors grecs, però, no obstant això, dona un repartiment clarament occidental a les especulacions que tracta. Això es manifesta particularment en l'accent més pesat que posa sobre el pecat humà i la gràcia divina, i en el lloc que assigna a la fe en la vida cristiana individual.
- De fide ad Gratianum Augustum (Sobre la fe, a Gracià August)
- De Officiis Ministrorum (Sobre els oficis de ministres, un manual eclesiàstic basat en De Officiis de Ciceró.[105])
- De Spiritu Sancto (Sobre l'Esperit Sant)
- De incarnationis Dominicae sacramento (Sobre el sagrament de l'Encarnació del Senyor)
- De mysteriis (Sobre els misteris)
- Expositio evangelii secundum Lucam (Comentari de l'Evangeli segons Lluc)
- Obres ètiques: De bono mortis (Mort com a Bo); De fuga saeculi (Fugida del món); De institutione virginis et sanctae Mariae virginitate perpetua ad Eusebium (Sobre el naixement de la Mare de Déu i la Perpetua Virginitat de Maria); De Nabuthae (On Naboth); De paenitentia (Sobre la penitència); De paradiso (Sobre el Paradís); De sacramentis (Sobre els Sagraments); De viduis (Sobre les Vídues); De virginibus (Sobre les Verges); De virginitate (Sobre la Virginitat); Exhortatio virginitatis (Exhortació a la Virginitat); De sacramento regenerationis sive de philosophia (Sobre el sagrament del renaixement o, sobre la filosofia [fragments])
- Comentaris d'homilies sobre l'Antic Testament: l'Hexaemeron (Sis dies de creació); De Helia et ieiunio (Sobre Elies i el dejuni); De Iacob et vita beata (Sobre Jacob i la vida feliç); De Abraham; De Cain et Abel; De Ioseph (Josep); De Isaac vel anima (Sobre Isaac, o l'Ànima); De Noe; De interpellatione Iob et David (Sobre la pregària de Job i David); De patriarchis (Sobre els patriarques); De Tobia (Tobit); Explanatio psalmorum (Explicació dels salms); Explanatio symboli (comentari sobre el símbol).
- De obitu Theodosii; De obitu Valentiniani; De excessu fratris Satyri (oracions funeràries)
- 91 cartes
- Una col·lecció d'himnes sobre la creació de l'univers.
- Fragments de sermons
- Ambròsaster o el "pseudo-Ambròs" és un breu comentari sobre les epístoles de Pau, que va ser atribuït a Ambròs durant molt de temps.

## Música eclesiàstica
Ambròs és tradicionalment acreditat però no se sap que compongués cap dels repertoris del cant ambrosià, també conegut simplement com a «cant antifonal», un mètode de cant on un costat del cor respon alternativament a l'altre. (No se sap que el posterior papa Gregori el Gran va compondre cap cant gregorià, el cant pla o "cant romà".) No obstant això, el cant ambrosià va ser nomenat en honor seu a causa de les seves contribucions a la música de l'Església; se li atribueix la introducció d' himnes de l'església oriental a Occident.
Agafant l'impuls d'Hilari d'Arle i confirmat per l'èxit de la salmòdia arriana, Ambròs també va compondre diversos himnes originals, quatre dels quals encara sobreviuen, juntament amb una música que potser no ha canviat massa de les melodies originals. Cadascun d'aquests himnes té vuit estrofes de quatre línies i està escrit en un tetràmetre iàmbic estricte (és a dir, síl·labes de 4 × 2, cada iàmbia és de dues síl·labes). Marcats per una dignitat de simplicitat, van servir com a model fructífer per a temps posteriors.
- Deus Creator Omnium
- Aeterne rerum conditor
- Jam sorgit hora tertia
- Jam Christus astra ascenderat
- Veni redemptor gentium (un himne nadalenc)[19]

En els seus escrits, Ambròs es refereix únicament a la realització de salms, en què el cant en solitari de versos de salm s'alternava amb una tornada congregacional anomenada antífona.
A Sant Ambròs també se li atribuïa tradicionalment la composició de l'himne Te Deum, que es diu que va compondre quan va batejar Agustí d'Hipona, el seu famós convers.

## Agustí
Ambròs era bisbe de Milà en el moment de la conversió d'Agustí, i s'esmenta a les Confessions d'Agustí. S'entén comunament a la tradició cristiana que Ambròs va batejar Agustí.
En un passatge de les Confessions en què Agustí es pregunta per què no podia compartir la seva càrrega amb Ambròs, comenta: "Ambròs mateix estimava un home feliç, ja que el món comptava amb la felicitat, perquè els grans personatges el tenien en honor. Només apareixia el seu celibat per a mi una càrrega dolorosa."

### Lectura
En aquest mateix fragment de Confessions d' Agustí hi ha una anècdota sobre la història de la lectura:
| « | Quan [Ambròs] va llegir, els seus ulls van escanejar la pàgina i el cor va buscar el significat, però la seva veu va callar i la seva llengua estava quieta. Qualsevol persona podia acostar-se-hi lliurement i no se solia anunciar els hostes, de manera que sovint, quan veníem a visitar-lo, el trobàvem llegint així en silenci, perquè mai no llegia en veu alta. | » |

Aquest és un fragment celebrat en la discussió acadèmica moderna. La pràctica de llegir-se a si mateix sense vocalitzar el text era menys habitual a l'antiguitat del que s'ha convertit des de llavors. En una cultura que donava un alt valor a les representacions oratòries i públiques de tota mena, en què la producció de llibres ocupava molta mà d'obra, la majoria de la població era analfabeta i on aquells que tenien l'oci de gaudir de les obres literàries també tenien esclaus per llegir-los, els textos escrits eren més propensos a ser vistos com a guions de recitació que com a vehicles de reflexió silenciosa. Tanmateix, també hi ha evidències que la lectura silenciosa es va produir a l'antiguitat i que generalment no es considerava inusual.

## Veneració
Venerat com a sant des de la seva mort, és el sant patró de Milà. Al segle xv, la República proclamada a Milà (1447-1450) es va dir República Ambrosiana. És tradició que el dia de la seva festivitat, 7 de desembre, s'inauguri la temporada del Teatro alla Scala, acte social de gran rellevància, al qual assisteix la flor i nata de la societat milanesa i italiana.

## Iconografia

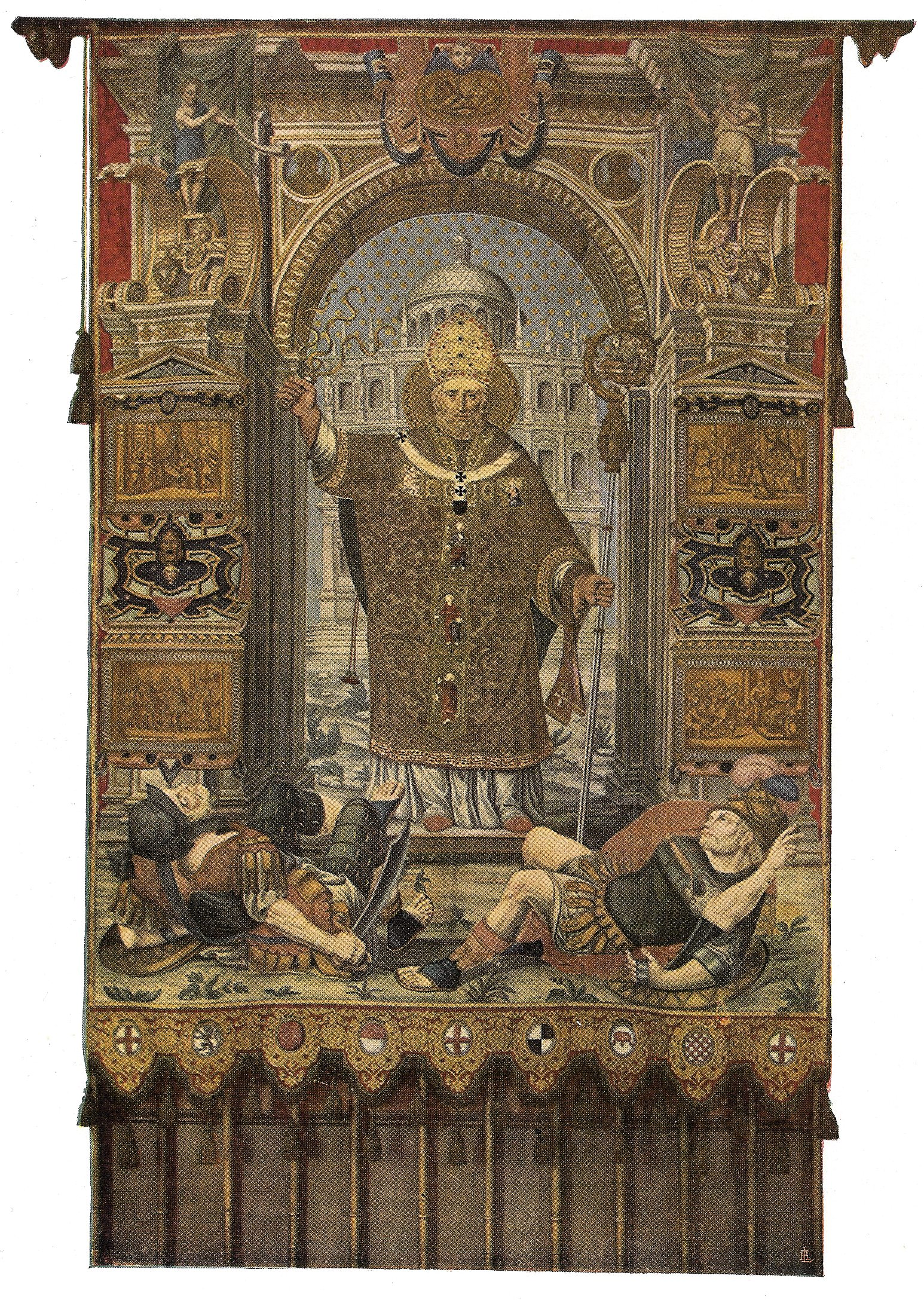
Gonfanó de Milà (1565-66), on apareix sant Ambròs amb un assot, un dels seus atributs

Es representa vestit com un bisbe, amb casulla o capa, mitra i bàcul. Els seus atributs sónː un llibre (com a doctor de l'Església), un rusc d'abelles (símbol de l'eloqüència i referència a un fet miraculós esdevingut quan Ambròs era un infant, recollit per la Llegenda àuria), i un assot (que fa referència a la penitència que va imposar a l'emperador Teodosi i a la seva fermesa en defensa de l'ortodòxia davant dels heretges arrians).
Sovint està representat al costat d'Agustí d'Hipona, un altre doctor de l'Església.
Obresː
- Mosaics de l'absis i de la capella de Sant Víctor "in ciel d'oro", a la basílica de Sant Ambròs de Milà.
- Episodis de la vida de sant Ambròs al frontal d'altar d'or i argent de la basílica de Sant Ambròs. S. IX.
- Pintures murals de l'església de Sant Pere de Sorpe (MNAC) Segle XII[111]
- Pintures murals de la capella Mocchirolo (Pinacoteca di Brera, Milà). S. XIV[112]
- Retaule de sant Martí de Tours i sant Ambròs. Segle XV. Catedral de Barcelona.
- Sant Agustí i santa Mònica escoltant un sermó de sant Ambròs, compartiment del Retaule de Sant Agustí (MNAC)
- Sant Ambròs i sant Agustí, de Pedro Berruguete (Museu del Prado). Cap a 1490-1500[113]
- Gonfanó de la ciutat de Milà (Museu d'Arts Decoratives de Milà). 1565-66[114]
- Pintures sobre la vida de sant Ambròs, de Valdés Leal (Museu del Prado). 1673.[115]
- Estàtua que presideix l'entrada principal del Castell Sforzesco de Milà (Torre de Filarete)